# ماران (فیلم ۲۰۲۲)
ماران (انگلیسی: Maaran) فیلم اکشن هندی تامیل-زبان، تولید سال ۲۰۲۲ است که نویسنده و کارگردان آن کارتیک نارن می‌باشد. بازیگران اصلی فیلم دنوش، سمروتی ونکات و مالاویکا موهانان هستند و ساموتیراکانی، رامکی، ماهندران و کریشناکومار بالاسوبرامانیان در نقش مکمل ظاهر شده‌اند.